# 平林あずみ
平林　あずみ（ひらばやし あずみ、4月15日 - ）は、日本のタレント、グラビアアイドル。北海道出身。所属事務所はフリー。趣味はスノーボード、スキューバダイビングなど。スキューバはライセンスを持っている。

## 略歴
元々から芸能界に憧れていた。東京・渋谷で芸能関係者に声をかけられたことがきっかけで、2013年7月デビュー。
2016年7月からグラゼニ女子2期生メンバーに加入、2017年5月1日からプロ野球独立リーグ・四国アイランドリーグplusの公式イメージガール「四国アイランドガールズ」メンバーとして活動を始めた。
2017年12月16日、アイドルユニットLでアイドルデビュー。同ユニットからは2018年7月31日付で卒業した。
2021年2月1日、結婚と妊娠していることを自身のTwitterで報告した。

## 作品

### DVD
- 桃尻天国（2013年7月26日、スパイスビジュアル）
- アズナチュ ～natural beauty～（2013年9月23日、COSMETIC）
- Beauty Face（2013年11月23日、Queen）
- アズミックス（2014年1月24日、M.B.D. メディアブランド）
- あずみーる（2014年3月14日、GRAVISION）
- Premium Cherry（2014年7月23日、メジャースコープ）
- あずドラ（2014年12月23日、Queen）
- 濡尻（2015年5月29日、グラッソ）
- まんまる美尻（2015年8月28日、グラッソ）
- Azumi's..Style..未定（2015年6月21日、ギルド）
- 君との距離（2018年6月21日、ギルド）[9]

## 出演

### テレビドラマ
- 孤独のグルメ Season5 第10話（2015年12月5日、テレビ東京） - カップル客4 役